# Eggolsheim
Eggolsheim – gmina targowa w Niemczech, w kraju związkowym Bawaria, w rejencji Górna Frankonia, w regionie Oberfranken-West, w powiecie Forchheim. Leży w Szwajcarii Frankońskiej, nad rzeką Regnitz i Kanałem Ren-Men-Dunaj, przy autostradzie A73 i linii kolejowej Norymberga – Lipsk.
Gmina położona jest ok. 5 km na północ od Forchheimu i ok. 18 km na południowy wschód od Bamberga.

## Dzielnice
W skład gminy wchodzą następujące dzielnice: 
- Bammersdorf
- Drosendorf am Eggerbach
- Drügendorf
- Götzendorf
- Kauernhofen
- Neuses an der Regnitz
- Rettern
- Schirnaidel am See
- Tiefenstürmig
- Unterstürmig
- Weigelshofen